# Lista dos governadores romanos da Germânia Superior
Esta é uma lista dos governadores romanos da Germânia Superior. A capital e a maior cidade da Germânia Superior era Mogoncíaco, a moderna cidade de Mainz.

## Dinastia júlio-claudiana (27 a.C.– 68)
- Caio Sílio (entre 14 e 16)
- Cosso Cornélio Lêntulo (entre  25 e 29/30)
- Cneu Cornélio Lêntulo Getúlico (29 – 39)
- Sérvio Sulpício Galba (39 – 41), futuro imperador
- Caio Víbio Rufino (entre 41 – 46/47)
- Quinto Cúrcio Rufo (46/47 – 49)
- Públio Calvísio Sabino Pompônio Segundo (c. 49/50 – 54/55)
- Lúcio Antíscio Veto (55)
- Tito Curtílio Mância (56 – 58)
- Públio Sulpício Escribônio Próculo (c. 63 – 67)
- Lúcio Vergínio Rufo (67/68)

## Dinastia flaviana (69-96)
- Hordeônio Flaco (c. 69)
- Caio Dílio Vócula (69–70)
- Ápio Ânio Galo (70–71/72)
- Cneu Pinário Cornélio Clemente (72–75)
- Quinto Corélio Rufo (79/80 – 82/83)
- [...]nio Patr[uíno?] ou [..]lônio Patr[uíno?] ? (70/71 ou 82/83)
- Lúcio Antônio Saturnino (87/88 – 88/89)
- Caio Otávio Tídio Tossiano Lúcio Javoleno Prisco (89/90 – 91/92)
- Marco Úlpio Trajano (96–97), futuro imperador

## Dinastia nerva-antonina (96-192)
- Lúcio Júlio Urso Serviano (97/98)
- desconhecido (110/111 – 111/112)
- Kan[us Júnio Níger] (116/117 – 117/118)
- Caio Quíncio Certo Publício Marcelo (entre 121 e 128)
- [...]io Celer (128/129 – 130/131)
- Tibério Cláudio Quartino (133/134 – 134/135)
- Tito Cesérnio Estácio Quíncio Estaciano Mêmio Macrino (c. 149 – c. 152)
- Caio Popílio Caro Pedão (c. 152 – c. 155)
- Lúcio Dasúmio Túlio Tusco (c. 155 – c. 158)
- Caio Aufídio Vitorino (c. 162 – c. 166)
- Lúcio Vitorino Flávio Celiano (c. 166 – c. 169)
- Cerélio Prisco; possivelmente (c. 174 – c. 177)
- Públio Cornélio Anulino (c. 177 – c. 180)
- Marco Hélvio Clemente Dextriano (a partir de 187)

## Dinastia severa (193-235)
- Caio Cesônio Mácer Rufiniano (c. 200 – c. 203)
- Tito Estacílio Bárbaro (c. 203)
- Quinto Aiácio Modesto Crescenciano (c. 206 – 209)
- [...] Avício (atestado em 28 de março de 213)
- Quinto Júnio [...] Quinciano (atestado em outubro de 213)
- Cláudio Élio Polião (c. 218)
- Maxímio Aciano (atestado em 28 de março de 229)
- Sexto Cácio Clementino Prisciliano (c. 231)
- Quinto Cecílio Pudente (244 – 247)
- Úlpio Cornélio Leliano (268?), usurpador romano